# العالم السفلي (فلم)
العالم السفلي (بالإنجليزية: Underworld) هو فيلم جريمة تم إنتاجه في الولايات المتحدة وصدر في سنة 1927.

## ترشيحات وجوائز
| السنة | الحدث          | الفئة    | النتيجة |
| ----- | -------------- | -------- | ------- |
|       | جائزة الأوسكار | أفضل قصة | فوز     |

## وصلات خارجية
- العالم السفلي على موقع IMDb (الإنجليزية)
- العالم السفلي على موقع روتن توميتوز (الإنجليزية)
- العالم السفلي على موقع نتفليكس (الإنجليزية)
- العالم السفلي على موقع أول موفي (الإنجليزية)
- العالم السفلي على موقع فيلمافينيتي (الإسبانية)
- العالم السفلي على موقع قاعدة بيانات الأفلام السويدية (السويدية)
- العالم السفلي على موقع قاعدة بيانات الفيلم (الإنجليزية)
- العالم السفلي على موقع ليتربوكسد (الإنجليزية)
- العالم السفلي على موقع كينوبويسك (الروسية)